# Alain Jacotin
Pour les articles homonymes, voir Jacotin.
Alain Jacotin est un footballeur français, né le 13 octobre 1955 à Nantes. Formé à l'INF Vichy, il évoluait au poste de gardien de but. Il est le frère de Patrick Jacotin, ancien joueur du Stade Rennais. Il a la particularité d'avoir joué pour les 3 clubs manceaux (USM, SOM, MUC). Il fut même le premier gardien du Mans Union Club, à sa création en 1985 et lors de la première saison du club en Division 2 (1988-1989).

## Parcours

### Union Sportive du Mans (1976-1980)
Âgé de 21 ans, Alain Jacotin arrive à l'USM, en Division 3, lors de la saison 1976-1977, en provenance de Saint-Nazaire. Il se fait notamment remarquer par sa prestation lors du match du 6e tour de Coupe de France face au Stade Malherbe de Caen (D3) le 18 décembre 1976 (défaite 1-0). La saison suivante, son frère, Patrick Jacotin, le rejoint dans les rangs de l'USM (il quittera la Sarthe la saison suivante pour Rennes). Il gardera les buts du club pendant quatre saisons au total.

### Stade Olympique du Maine (1980-1985)
Lors de la saison 1980-1981, Alain Jacotin passe au club local concurrent: le SOM. Soutenu par les Mutuelles du Mans, le club gravit les échelons jusqu'à retrouver la Division 3 en 1984-1985 (11e du Groupe Ouest). En juin 1985, les deux clubs manceaux fusionnent pour donner naissance au Mans Union Club 72.

### MUC 72 (1985-1990)
Alain Jacotin devient le premier gardien titulaire de la toute nouvelle équipe du Mans (MUC72), dont il va également être le capitaine pendant tout son passage. Il garde les cages de la première rencontre officielle contre la réserve lavalloise le 24 août 1985 lors de la 1ère journée du championnat de Division 3 (perdue 1-0). Il joue 29 des 30 matchs de la saison 1985-1986, puis lors des trois saisons suivantes il participe à la totalité des rencontres de championnat. Entre la 9 avril 1986 et le 22 octobre 1989, il garde sans interruption les cages du club, soit un total de 118 matchs officiels. Il est ainsi le gardien de la première saison de MUC en Deuxième Division (1988-1989). Sa dernière apparition a lieu le 19 mai 1990, face Ancenis (30ème journée de Division 3, victoire 5-0). Son bilan avec le club phare sarthois s'élève à 162 matchs officiels, dont 150 matchs de championnat joués (34 en Division 2). Il aura encaissé au total 197 buts et réalisé 50 clean sheets (soit le 3ème meilleur total de l'histoire du club derrière Olivier Pédémas et Yohann Pelé).
A l'arrêt de sa carrière, à l'été 1990, il intègre le staff technique comme entraîneur des gardiens seniors du club, où il prend en charge notamment Jean-Marc Rodolphe, Jacques Songo'o, puis Olivier Pédémas.